# Linkoban
Linkoban, kunstnernavn for Ling Ly, (født 13 august 1985, død 17. februar 2016) var en dansk-kinesisk-vietnamesisk rapper, der var kendt for numre som "Like This", "Popgun Track" og "Oh Oh". Hun udgav i maj 2013 på Superbillion Records et album ved navn Ox, der fik gode anmeldelser i flere medier. Albummet blev indspillet i Dolmen Studio og produceret af Yo Akim.
Hun optrådte blandt andet på SPOT Festival 2012 og Roskilde Festival samme år.
Den 17. februar 2016 døde Ling Ly, halvandet år efter at være blevet diagnosticeret med kræft.
Ling Ly er begravet på Holmens Kirkegård.